# Calliphora calcedoniae
Calliphora calcedoniae este o specie de muște din genul Calliphora, familia Calliphoridae, descrisă de Mariluis în anul 1979.
Este endemică în Ecuador. Conform Catalogue of Life specia Calliphora calcedoniae nu are subspecii cunoscute.